# Vefa Istanbul
Vefa Spor kulübü, kurz Vefa SK oder seltener nur Vefaspor, ist ein türkischer Fußballverein aus Istanbul. Er ist benannt nach dem Stadtteil Vefa und dem hier befindlichen Vefa Gymnasium. Der Verein war Gründungsmitglied der höchsten türkischen Spielklasse und spielte in den 1950er, 1960er und 1970er Jahren insgesamt 14 Spielzeiten in der Süper Lig. In der Ewigen Tabelle der Süper Lig liegt der Verein auf dem 30. Platz. Mit dieser Platzierung ist der Verein nach Fenerbahçe Istanbul, Galatasaray Istanbul, Beşiktaş Istanbul, İstanbulspor und Sarıyer SK der sechsterfolgreichste Verein der Stadt Istanbul, der je in der höchsten türkischen Spielklasse aktiv war.

## Geschichte
Vefa SK gründete sich 1908 unter dem Namen „Vefa İdman Yurdu“ und etablierte sich alsbald im seinerzeit noch nach Amateurstatuten betriebenen Istanbuler Fußball. Dabei stand der Verein zwar im Schatten der großen Klubs wie Beşiktaş, Fenerbahçe oder Galatasaray, die die Stadtmeisterschaft dominierten. Dennoch war die Mannschaft für die Millî Lig 1959, der ersten Spielzeit der landesweiten türkischen Profiliga, qualifiziert. Im ersten Jahr Tabellenzweiter in der roten Staffel, belegte sie in den beiden folgenden Jahren Plätze im Mittelfeld der Tabelle. 1962 folgte gemeinsam mit Ankara Demirspor und Şeker Hilal der Abstieg in die zweite Liga.
Es dauerte bis 1965, ehe Vefaspor erneut aufstieg. Der Aufsteiger spielte in den folgenden Spielzeiten im hinteren Tabellenbereich. Nachdem 1973 lediglich das bessere Torverhältnis gegenüber dem Konkurrenten Etimesgut Şekerspor zum Klassenerhalt verholfen hatte, stieg der Klub in der anschließenden Spielzeit als Tabellenletzter ab. Zunächst spielte der Klub um den direkten Wiederaufstieg, ehe er im Laufe der Zeit auch in der zweiten Liga gegen den Abstieg ankämpfen musste.
Im August 1980 kaufte sich das Unternehmen Simtel, welcher viele Absolventen des Vefagymnasiums im Vorstand hatte, bei Vefa SK ein und nannte den Verein in Vefa Simtel SK bzw. in der Kurzform Vefa Simtel um.
1987 stieg die Mannschaft schließlich in die Drittklassigkeit ab, ehe sie 1994 in den Amateurbereich abrutschte. Nach einem kurzen, zwei Spielzeiten andauernden Intermezzo in der dritten Liga zwischen 1998 und 2000 festigte sich der Klub in der höchsten Amateurliga.

## Ligazugehörigkeit
- 1. Liga: 1959–1963, 1965–1974
- 2. Liga: 1963–1965, 1974–1987
- 3. Liga: 1987–1994, 1999–2000
- 4. Liga: -
- Regionale Amateurliga: 1994–1999,  seit 2000

## Erfolge
- Türkischer Zweitligameister (1): 1964/65

## Rekordspieler
| Rang                | Name                | Einsätze | Zeitraum  |
| ------------------- | ------------------- | -------- | --------- |
| 01.                 | Fikri Beşiroğlu     | 194      | 1965–1974 |
| 02.                 | Bekir Psav          | 183      | 1965–1973 |
| 03.                 | Abdülmetin Kocaoğlu | 152      | 1965–1972 |
| 04.                 | Nedim Güven         | 130      | 1966–1972 |
| 05.                 | Güray Erdener       | 122      | 1965–1969 |
| 06.                 | Ertuğrul Atilla     | 113      | 1965–1972 |
| 06.                 | Erdinç Sandalcı     | 108      | 1969–1973 |
| 07.                 | Niko Kovi           | 97       | 1969–1973 |
| 08.                 | Zeki Temizer        | 96       | 1965–1969 |
| 08.                 | Nejat Küçüksorgunlu | 96       | 1959–1962 |
| 08.                 | Çetin Ünal          | 96       | 1959–1962 |
| 09.                 | Savaş Maloğlu       | 95       | 1966–1972 |
| 10.                 | Božidar Radulović   | 90       | 1966–1971 |
| 10.                 | Muharrem Tosun      | 90       | 1970–1974 |
| Stand: 6. März 2016 |                     |          |           |

| Rang                | Name                | Tore | Einsätze | Tor/Spiel |
| ------------------- | ------------------- | ---- | -------- | --------- |
| 01.                 | Bekir Psav          | 34   | 183      | 0,19      |
| 02.                 | Zeki Temizer        | 32   | 96       | 0,33      |
| 03.                 | Güray Erdener       | 24   | 122      | 0,2       |
| 04.                 | Hilmi Kiremitçi     | 16   | 66       | 0,24      |
| 04.                 | Jorge Montemarani   | 16   | 77       | 0,21      |
| 05.                 | Özer Kanra          | 15   | 75       | 0,2       |
| 05.                 | Nedim Güven         | 15   | 130      | 0,12      |
| 06.                 | Vahdet Duyak        | 13   | 50       | 0,26      |
| 07.                 | İbrahim Yalçınkaya  | 12   | 61       | 0,2       |
| 07.                 | Erdinç Sandalcı     | 12   | 108      | 0,11      |
| 08.                 | İsmet Yamanoğlu     | 10   | 64       | 0,16      |
| 09.                 | Mustafa Ergenç      | 9    | 49       | 0,18      |
| 09.                 | Ömer Güvenç         | 9    | 81       | 0,11      |
| 09.                 | Ertuğrul Atilla     | 9    | 108      | 0,08      |
| 10.                 | Abdülmetin Kocaoğlu | 8    | 152      | 0,05      |
| Stand: 6. März 2016 |                     |      |          |           |

## Ehemalige Spieler
| - İsfendiyar Açıksöz - Özcan Arkoç - Abdullah Avcı - Ahmet Berman - Candemir Berkman - Galip Haktanır - Enver Katip - Erol Togay - Aziz Esel | - Ali Filibeli - Garbis İstanbulluoğlu - Salim Görür - Hüsamettin Böke - Özer Kanra - Hilmi Kiremitçi - Doğan Koloğlu - Niko Kovi - Metin Türel | - Necmi Onarıcı - Saffet Sancaklı - İsmail Kurt - Suat Mamat - Vedat Uysal - Yorgo Kasapoğlu - Şükrü Ersoy |

## Ehemalige Trainer (Auswahl)
| - Giovanni Varglien (Oktober 1955 – Juli 1956) - László Székely (März 1958 – November 1958) - András Kuttik (1962) - Şeref Görkey (Januar 1963 – März 1963) - İbrahim Tusder (September 1964 – Mai 1965) - Ignác Molnár (August 1965 – Februar 1966) - İbrahim Tusder (Februar 1966 – Mai 1966) - Bülent Eken (September 1966 – Oktober 1966) - Basri Dirimlili (Oktober 1966 – Juni 1967) - Aleksandar Petaković (September 1967 – Januar 1968) | - İbrahim Tusder (Februar 1968 – Mai 1968) - Cihat Arman (September 1968 – März 1969) - Metin Türel (März 1969 – Oktober 1969) - Turgay Şeren (November 1969 – Mai 1970) - Metin Türel (Oktober 1970 – Juni 1971) - Tamer Kaptan (August 1976 – November 1977) - Ilie Datcu (1977–1978) - Candemir Berkman (Juni 1978 – Januar 1980) - Candemir Berkman (Juni 1981 – Juli 1982) - Erdi Demir (November 2010 – Mai 2011) |